# 喬氏凡鯔
喬氏凡鯔為輻鰭魚綱鯔形目鯔科的其中一種，分布於西太平洋的澳洲海域，體長可達30公分，棲息在沿海、河口區，海灣，通常做為餌魚。